# 日本テクノ袖ケ浦グリーンパワー
日本テクノ袖ケ浦グリーンパワー（にほんテクノそでがうらグリーンパワー）は、千葉県袖ケ浦市にある火力発電所。

## 概要
2009年6月から電力小売事業を展開している日本テクノ株式会社が経営する発電所である。
東日本大震災以降の電力需給状況における電力安定供給の継続と、電力需給逼迫の解消に貢献する目的で、特定規模電気事業者(PPS)向け電気供給事業として2011年9月に着工し、2012年8月16日に全基の運転を開始した。
なお、震災以降では一般電力事業者以外で初の新規発電設備となり、10万kWを超える発電所がガスエンジンだけで構成されるのは国内初である。

## 発電設備
- 総出力：10万9,200kW

1～14号機
発電方式：ガスエンジン発電方式（内燃力発電）
定格出力：7,800kW × 14台
使用燃料：都市ガス
発電効率：49.5%
営業運転開始：2012年8月16日